# 替補 (運動)
在團隊運動中, 替補(或稱輪換) 是一種在比賽中利用隊員交替輪換的行動.  替補隊員並不會在先發隊員陣列之中（亦會被稱為板凳隊員、後備或替補）他們會在板凳席上待命並預備被交替輪換上場競賽。在競賽後期, 他們可能會被先發球員或其他替補隊員輪換下場。
有些運動在輪換球員上有規限，而有些則沒有規限。比如美式足球、冰上曲棍球和籃球是「無限輪換」的例子，但必需在一定的前提下進行。
在冰球中，輪換是不受限制，亦可在競賽進行輪換1；在籃球中，交替輪換只能在比賽停止的時侯進行（比如暫停，或罰球前後的時間），但在輪換次數上則沒有數量限制；在棒球，交替輪換只能在比賽停止的時侯進行，而輪換下場球員將不能再被輪換上場。